# Polonäse Blankenese
Polonäse Blankenese ist das bekannteste und erfolgreichste Lied von Werner Böhm, das er in der Rolle der Kunstfigur Gottlieb Wendehals präsentierte.
Das nach dem Hamburger Stadtteil Blankenese benannte Stimmungslied – komponiert von Böhm und getextet von Böhm zusammen mit Michael Jud – erreichte Platz 1 der deutschen Charts im November 1981 und hielt sich dort insgesamt neun Wochen bis Februar 1982. 1982 wurde die Single in Deutschland für über 250.000 verkaufte Exemplare mit einer Goldenen Schallplatte ausgezeichnet, womit das Lied bis heute einer der meistverkauften deutschsprachigen Schlager seit 1975 ist.
Bei den Live-Darbietungen im Fernsehen lief Gottlieb Wendehals mit Aktentasche, Gummihuhn und kariertem Jackett oft an der Spitze einer Partytanzgruppe, die sich an den Schultern fasst. Im Liedtext findet sich ein Vexierreim, bei dem ein frivoles Wort (Titten) durch ein harmloses ersetzt wird: „Wir ziehen los mit ganz großen Schritten, und Erwin faßt der Heidi von hinten an die Schulter.“ Lange Jojo (frz. Grand Jojo) hat dieses Lied auf Französisch und Niederländisch gesungen: Jules César bzw. Juul Cesar, auch Arie Ribbens sang die niederländische Version.